# Kistefjellet
Kistefjellet je hora nacházející se v Norsku ve správní oblasti Lenvik, která se zvedá do výšky 1003 metrů nad mořskou hladinu. Směrem na západ je z ní výhled na obec Gisundet a na velkou část ostrova Senja, východně se pak nachází Rossfjordvatnet a hora Fagerfjellet.
Na úpatí hory se nachází televizní vysílač patřící společnosti NTV, který není volně přístupný. Na vrchol vede z města Finnsnes udržovaná cesta, která je značená. Na jižním svahu poblíž zmiňovaného města se nachází na jejím svahu lyžařské středisko.

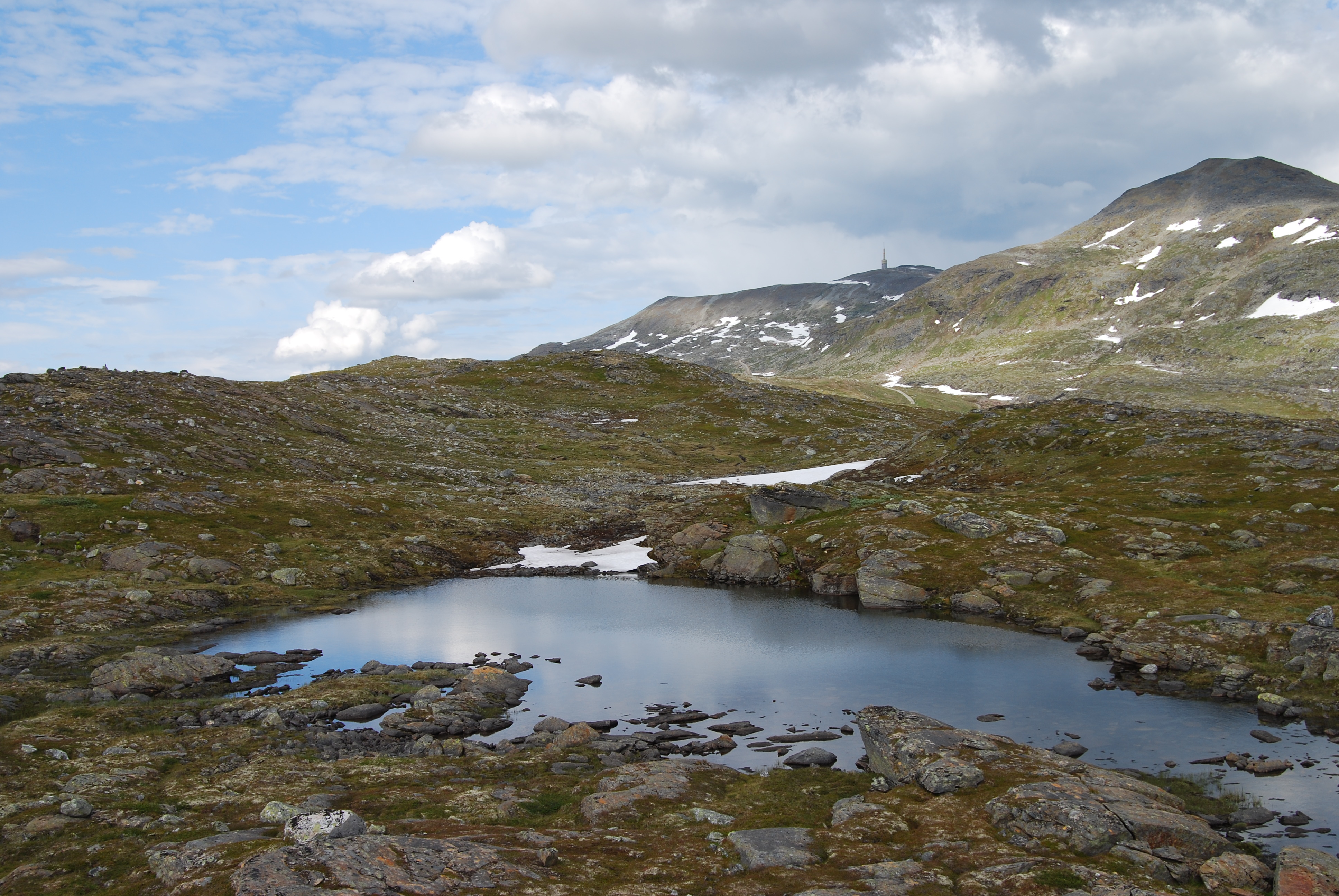